# Resolutie 1501 Veiligheidsraad Verenigde Naties
Resolutie 1501 van de Veiligheidsraad van de Verenigde Naties werd unaniem door de
VN-Veiligheidsraad aangenomen op 26 augustus 2003.

## Achtergrond
In 1994 braken in de Democratische Republiek Congo etnische onlusten uit die onder meer
werden veroorzaakt door de vluchtelingenstroom uit de buurlanden Rwanda en Burundi.
In 1997 beëindigden rebellen de lange dictatuur van Mobutu en werd
Kabila de nieuwe president.
In 1998 escaleerde de burgeroorlog toen andere rebellen Kabila probeerden te verjagen. Zij zagen zich
gesteund door Rwanda en Oeganda.
Toen hij in 2001 omkwam bij een mislukte staatsgreep werd hij opgevolgd door zijn zoon.
Onder buitenlandse druk werd afgesproken verkiezingen te houden die plaatsvonden in 2006 en gewonnen
werden door Kabila.
Intussen zijn nog steeds rebellen actief in het oosten van Congo en blijft de situatie er gespannen.

## Inhoud

### Waarnemingen
Er bleef bezorgdheid over de gevechten in het oosten van Congo, en voornamelijk in de
districten Ituri en Noord- en Zuid-Kivu. In de stad Bunia was een tijdelijke
noodmacht gestationeerd. Op 1 september moesten
diens bevoegdheden worden overgedragen op de MONUC-vredesmacht van de VN.

### Handelingen
De landen die deelnamen aan de tijdelijke multinationale noodmacht werden geautoriseerd om, met de middelen
ter hand van de elementen van de macht die op 1 september nog in Bunia waren, steun te blijven verlenen aan
het MONUC-contingent in de stad en omgeving als die erom vroeg of uitzonderlijke omstandigheden het vereisten.
Op 15 september 2003 moest de noodmacht echter volledig zijn teruggetrokken.

## Verwante resoluties
- Resolutie 1493 Veiligheidsraad Verenigde Naties
- Resolutie 1499 Veiligheidsraad Verenigde Naties
- Resolutie 1522 Veiligheidsraad Verenigde Naties (2004)
- Resolutie 1533 Veiligheidsraad Verenigde Naties (2004)

Lijst ·  1455 ·  1456 ·  1457 ·  1458 ·  1459 ·  1460 ·  1461 ·  1462 ·  1463 ·  1464 ·  1465 ·  1466 ·  1467 ·  1468 ·  1469 ·  1470 ·  1471 ·  1472 ·  1473 ·  1474 ·  1475 ·  1476 ·  1477 ·  1478 ·  1479 ·  1480 ·  1481 ·  1482 ·  1483 ·  1484 ·  1485 ·  1486 ·  1487 ·  1488 ·  1489 ·  1490 ·  1491 ·  1492 ·  1493 ·  1494 ·  1495 ·  1496 ·  1497 ·  1498 ·  1499 ·  1500 ·  1501 ·  1502 ·  1503 ·  1504 ·  1505 ·  1506 ·  1507 ·  1508 ·  1509 ·  1510 ·  1511 ·  1512 ·  1513 ·  1514 ·  1515 ·  1516 ·  1517 ·  1518 ·  1519 ·  1520 ·  1521